# فاندفلورن
فاندفلورن (بالإنجليزية: Wandfluhhorn)‏ هو أحد جبال سلسلة جبال الألب ليبونتيني ويقع في كانتون تيسينو في سويسرا. يحتل المرتبة رقم 255 في قائمة جبال سويسرا من حيث الارتفاع، إذ يبلغ ارتفاعه حوالي 2863 متر، بينما يبلغ ارتفاع نتوء الجبل 452 متر.